# Ang Rita

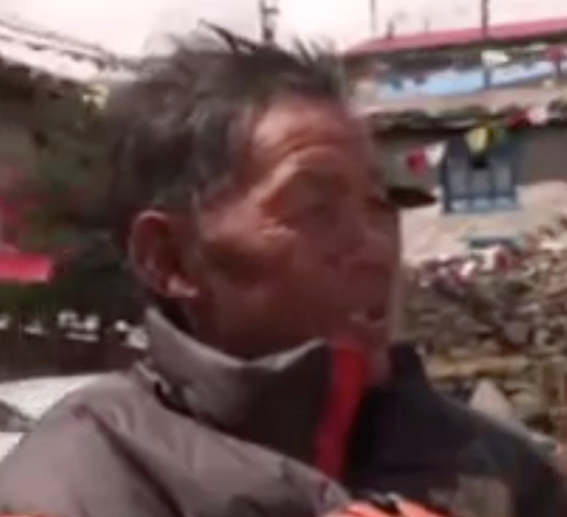
Ang Rita (2020)

Ang Rita Sherpa (* 1948; † 21. September 2020 in Kathmandu) war ein nepalesischer Sherpa und Höhenbergsteiger. Zwischen 1983 und 1996 hat er den Mount Everest als erster Mensch zehnmal bestiegen, jeweils ohne Flaschensauerstoff. Sein Spitzname war „Schneeleopard“.